# Stephen Stucker
Stephen Stucker (* 2. Juli 1947 in Des Moines, Iowa; † 13. April 1986 in Hollywood) war ein US-amerikanischer Schauspieler. Er wurde durch die Darstellung überlebensgroßer, greller Charaktere bekannt, z. B. die des verrückten Kontrollraum-Arbeiters Johnny Henshaw-Jacobs in den Filmen Die unglaubliche Reise in einem verrückten Flugzeug und Die unglaubliche Reise in einem verrückten Raumschiff.

## Leben
Stucker wurde am 2. Juli 1947 in Des Moines, Iowa geboren. Seine Familie zog nach Shaker Heights, Ohio, wo er die High School im Jahre 1965 erfolgreich abschloss. In der Schule zeichnete er sich als Pianist und Klassenclown mit trockenem Humor von den anderen ab. Stucker hatte sein Leinwanddebüt in Gregory Coraritos Exploitation Carnal Madness aus dem Jahre 1975 als Bruce Wilson, einem schwulen Modedesigner, der zusammen mit zwei weiteren Mithäftlingen aus einer Irrenanstalt ausbricht, bevor er anfängt, die Schülerinnen eines Mädcheninternats zu belästigen. Obwohl diese Kurzzusammenfassung selbst nach modernen Standards geschmacklos erscheint, war der Film Coraritos seinerzeit sehr beliebt und selbst die übertriebenen komödiantischen Darbietungen von Stucker und seinen Co-Stars Michael Pataki und Bob Minor konnten nicht verhindern, dass sich der Film zu einem geschmacklosen kommerziellen Sexfilm entwickelte.
Stucker, durch sein manisches Grinsen und seinen kahlen Kopf eine unverwechselbare Person, fuhr fort mit der Komödie Cracking Up aus dem Jahre 1977, die ein Erdbeben in Los Angeles zum Thema hatte, zusammen mit den späteren Stars der Band Spinal Tap Fred Willard, Michael McKean und Harry Shearer, bevor er als exzentrischer, grimassenschneidender Gerichtsschreiber Gordon Simley im von Filmemacher-Trio Zucker-Abrahams-Zucker (ZAZ) konzipierten Sketch-Film Kentucky Fried Movie unter der Regie von John Landis auftrat. Stucker erwies sich sowohl mit Landis als auch dem Nachwuchs-Komikerteam Zucker-Abrahams-Zucker als Erfolg, er trat sowohl in Die unglaubliche Reise in einem verrückten Flugzeug als auch in Die unglaubliche Reise in einem verrückten Raumschiff auf, darüber hinaus noch im von Landis entworfenen Trading Places von 1983. Stucker hatte außerdem einen Gastauftritt in der Serie Mork vom Ork neben Robin Williams.
Stucker war einer der ersten Schauspieler, die bekannt gaben, dass sie an HIV litten. Er starb am 13. April 1986 im Alter von 38 Jahren an durch AIDS verursachten Komplikationen. Er wurde im Chapel of the Pines Crematory beigesetzt.
Im Audio-Kommentar der Airplane-DVD erinnerten sich die Regisseure daran, dass er, als Stucker ein Mitglied der Theatergruppe „Kentucky Fried Theater“ war, die Tendenz hatte, anderen in jeder Darbietung die Show zu stehlen, obwohl er manchmal nur eine Nebenrolle innehatte.

## Filmografie
- 1975: Schwer erziehbare Mädchen (Delinquent School Girls)
- 1977: Cracking Up
- 1977: Kentucky Fried Movie
- 1980: Die unglaubliche Reise in einem verrückten Flugzeug (Airplane!)
- 1982: Mork vom Ork (Mork & Mindy; Fernsehserie, Folge Gotta Run: Part III)
- 1982: Jimmy the Kid
- 1982: Die unglaubliche Reise in einem verrückten Raumschiff (Airplane II: The Sequel)
- 1983: Die Glücksritter (Trading Places)
- 1984: Schweinebande! (Growing Pains)
- 1985: Heiße Ferien (Hot Resort)
- 1988: Magic Movie (The Wizard of Speed and Time, posthum veröffentlicht)